# Zorislav Lukić
Zorislav Lukić (Kopar, 29. rujna 1960.) hrvatski je povjesničar i kulturni djelatnik.

## Životopis
Zorislav Lukić rođen je u Kopru 29. rujna 1960. godine, a u Zagreb je doselio 1968. godine. U Zagrebu je završio osnovnu i srednju školu. Diplomirao je povijest i etnologiju 1984. godine na Filozofskom fakultetu u Zagrebu. Godine 1985. zaposlio se u Historijskom arhivu u Karlovcu, i tamo radio do kraja 1989. godine. Obrađivao je građu Kraljevske kotarske oblasti s kraja 19. i početka 20. stoljeća. U propisanom roku položio je stručni ispit iz arhivistike.
Prvoga siječnja 1990. godine zaposlio se u Tajništvu Hrvatske socijalno liberalne stranke i tamo radio do veljače 1995. godine, i to poslove tajnika za organizaciju i članstvo te pomoćnika glavnoga tajnika za organizacijske poslove. Od 1993. do 1995. godine predsjednik je kluba HSLS-a članova Gradske skupštine Grada Zagreba. Godine 1995. napušta HSLS i postaje član HDZ-a. Od veljače 1995. do kraja 1996. godine radi u Gradskoj knjižnici u Zagrebu i to u informativnoj službi, odjelu za klasifikaciju i odjelu katalogizacije. U veljači 1996. godine priredio je izložbu koja je bila postavljena u Gradskoj knjižnici u povodu stote obljetnice smrti Ante Starčevića. I u ovoj struci položio stručni, knjižničarski, ispit.
Od siječnja 1997. zaposlen u Matici hrvatskoj. Do 1999. godine na mjestu tajnika za članstvo, od 1999. do 2002. kao poslovni tajnik, od 2002. do 2021. glavni tajnik, a sada savjetnik za projekte EU-fondova.
Od važnijih projekata Matice hrvatske u kojima je sudjelovao ističu se Hrvatski pravopis Matice hrvatske u kojem je bio tajnik projekta, edicija Povijest Hrvata u 7 svezaka  gdje je član povjerenstva; ciklus od šest znanstvenih skupova Hrvatska u XX. stoljeću, glazbeni ciklus Mladi glazbenici u MH i Komunikološka škola MH. Vodio je poslove obilježavanja 50. obljetnice Hrvatskog proljeća 2021. u MH i koordinirao obilježavanje s nacionalnim institucijama. Bio je poticatelj inicijative i povezao hrvatske nacionalne institucije u pokretanju kulturnog televizijskog programa HTV3.

### Politička djelatnost
Od 2007. do 2011. godine bio je vanjski član Odbora Hrvatskog sabora za znanost, kulturu i obrazovanje. Član je (nacionalnog) Odbora HDZ-a za kulturu i Akademske zajednice HDZ-a "dr. Ante Starčević".
Član je novinarskog društva Hrvatski novinari i publicisti u čijem je osnivanju i sudjelovao. Od 2016. član Programskog vijeća Hrvatske radiotelevizije.

## Djela
- Hrvatska seljačka stranka u borbi za hrvatsku samostalnost do 1941. (2021.)[9][10]
- Suautor je sa Stjepanom Damjanovićem, elektroničke knjige Matrix croatica 1842-2017.  (2021.) na engleskom jeziku. Tekst je kao članak objavljen pod naslovom "One Hundred Seventy-Five Years of Matica hrvatska (1842-2017)" u časopisu Journal of Croatian studies, br. 50, New York, 2018.
- Uredio je nekoliko knjiga (Hrvatski identitet,[11] Represija i zločini komunističkog režima u Hrvatskoj,[12] 110 godina Hrvatske seljačke stranke[13]), 1914 : prva godina rata u Trojednoj kraljevini i Austro-Ugarskoj Monarhiji. Priredio je nekoliko scenarija za dokumentarne filmove (Matica hrvatska 2010.,[14] Vlaho Bukovac – hrvatski kozmopolit[15] i Ogranci Matice hrvatske[16]).
- Pisao je društvene komentare, uglavnom u Vijencu.

## Vanjske poveznice
Mrežna mjesta
- Zorislav Lukić, životopis na stranicama Matice hrvatske
- Jesu li (i) Hrvatska i Tuđman krivi za početak Domovinskog rata?, Kolo 3-4/2010.
- Gubitak Srijema i Komunistička partija Hrvatske, Vijenac 485/2012.